# The Laughing Gnome
Vous lisez un « bon article » labellisé en 2020.
Singles de David Bowie
Rubber Band
(décembre 1966) Love You till Tuesday
(juillet 1967)
The Laughing Gnome est une chanson écrite et interprétée par David Bowie. Elle a paru en single en avril 1967 au Royaume-Uni sur le label Deram Records.
Cette chanson humoristique est dominée par le son du basson et du hautbois. Ses paroles, pleines de calembours, racontent la rencontre entre le narrateur et un gnome hilare. Ce dernier est interprété par Bowie et l'ingénieur du son Gus Dudgeon, qui passent leurs voix en accéléré pour les rendre suraigües. Pour le reste de la chanson, Bowie imite l'accent et le phrasé d'Anthony Newley, l'une de ses principales influences à l'époque. À sa sortie, le single est un échec commercial.
The Laughing Gnome devient par la suite une source d'embarras pour le chanteur. En 1973, alors que Bowie est devenu célèbre sous les traits de Ziggy Stardust, Deram relance la publicité autour du single et il se vend à plus de 250 000 exemplaires au Royaume-Uni. En 1990, l'hebdomadaire musical britannique NME tente en vain d'obtenir que Bowie intègre la chanson au répertoire de sa tournée Sound + Vision Tour. The Laughing Gnome a depuis été réhabilitée par plusieurs biographes de Bowie qui saluent sa mélodie accrocheuse et son humour.

## Histoire

### Contexte
Le 27 octobre 1966, David Bowie signe un contrat avec la maison de disques Decca Records. Cela fait alors deux ans qu'il tente de percer dans le monde de la musique, mais tous les 45 tours qu'il a publiés jusqu'alors sur divers labels ont été des échecs. Néanmoins, la qualité de ses compositions a séduit le directeur artistique de Decca Hugh Mendl et le producteur Mike Vernon. C'est ainsi que Bowie obtient un contrat pour un album entier, ce qui est inhabituel pour un artiste n'ayant pas encore fait ses preuves. Son premier single pour sa nouvelle maison de disques, Rubber Band, est édité le 2 décembre sur le label Deram. Le chanteur y adopte une voix qui ne fait pas l'unanimité chez les directeurs artistiques de Decca : il imite en effet l'accent londonien et les intonations d'Anthony Newley, un artiste aux talents variés qui a connu une grande popularité au Royaume-Uni au début des années 1960 comme chanteur, acteur et metteur en scène.

### Enregistrement

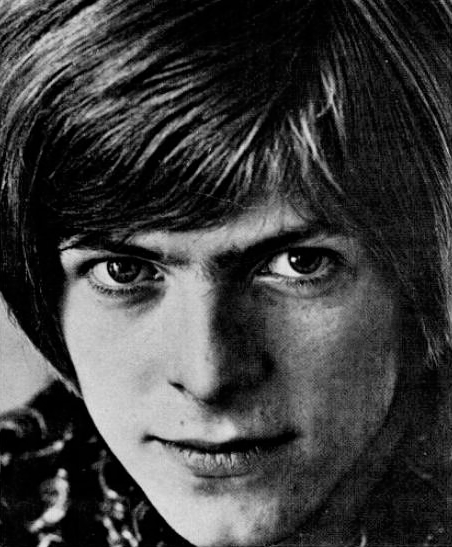
David Bowie en 1967.

Les séances d'enregistrement des chansons The Laughing Gnome et The Gospel According to Tony Day débutent le 26 janvier 1967 aux studios Decca du quartier londonien de West Hampstead. Bien que Bowie ait renvoyé The Buzz, le groupe qui l'accompagnait sur scène, quelques mois auparavant, il fait tout de même appel aux services de plusieurs de ses membres : Dek Fearnley à la basse, Derek Boyes aux claviers et John Eager à la batterie. Un ami de Fearnley, Pete Hampshire, assure les parties de guitare, tandis que l'orgue qui apparaît sur The Gospel According to Tony Day est joué par Bob Michaels, du groupe Dave Antony's Moods.
Des séances supplémentaires ont lieu les 7 et 10 février, pendant lesquelles Bowie se concentre sur l'enregistrement de la partie de chant avec l'ingénieur du son Gus Dudgeon. La version finale de The Laughing Gnome est achevée le 8 mars. Chris O'Leary remarque que Bowie consacre davantage de temps à cette seule chanson qu'à l'intégralité de son premier album studio.

### Parution et accueil
Le 45 tours The Laughing Gnome / The Gospel According to Tony Day est publié le 14 avril 1967 au Royaume-Uni par Deram. Malgré une bonne critique dans l'hebdomadaire NME, qui décrit la face A comme « débordante de charme », c'est encore un échec commercial pour Bowie. Dans sa critique de l'album Sgt. Pepper's Lonely Hearts Club Band, sorti quelques semaines plus tard, le journaliste du Times William Mann se sert de The Laughing Gnome comme point de comparaison pour souligner la qualité du disque des Beatles, décrivant la chanson de Bowie avec dédain comme « un morceau lourdement facétieux qui […] est fermement resté le flop qu'il méritait d'être ».
Deram ne supprime jamais The Laughing Gnome de son catalogue. En septembre 1973, alors que Bowie est devenu une vedette nationale sous les traits de Ziggy Stardust, l'ancienne maison de disques du chanteur commence à promouvoir de nouveau ce 45 tours. Bien que le single n'ait rien de commun musicalement avec le glam rock qui a rendu Bowie célèbre, il se vend alors à plus de 250 000 exemplaires et se classe no 6 des ventes au Royaume-Uni. Il est également édité aux États-Unis pour la première fois par London Records, mais n'entre pas dans les hit-parades de ce pays.

### Postérité
Dès le mois de juillet 1967 paraît une reprise de The Laughing Gnome par le crooner britannique Ronnie Hilton. Sa version paraît en face B d'une autre reprise, If I Were a Rich Man. Elle présente des paroles légèrement différentes et un gnome dont la voix rappelle celle du Premier ministre Harold Wilson. Au même moment sort une version en français interprétée par la chanteuse Caroline avec des paroles traduites par Gilles Ginsbourg. Cette reprise, baptisée Mister à gogo, connaît un petit succès au Canada. Durant l'été 1968, alors que Bowie envisage brièvement de se reconvertir comme artiste de cabaret, il développe un numéro scénique autour de The Laughing Gnome avec une marionnette. Pour Chris O'Leary, c'est en partie à cause de l'échec de cette chanson que Bowie se tourne vers des thématiques plus sombres sur les albums Space Oddity (1969) et The Man Who Sold the World (1970).
Par la suite, Bowie et Dudgeon considèrent The Laughing Gnome avec un mélange d'amusement et d'embarras,. Elle n'apparaît sur aucune des compilations officielles du chanteur avant The Deram Anthology 1966–1968, sortie en 1997. Elle est également reprise sur la réédition de luxe de son premier album éditée par Deram en 2010. Cette dernière inclut deux versions de The Laughing Gnome : la première, en mono, correspond à la face A du single de 1967, tandis que la seconde est un mixage en stéréo inédit. Bowie travaille pour la dernière fois avec Dudgeon pour le single Space Oddity, en 1969, mais lorsque son ancien producteur trouve la mort dans un accident de la route en 2002, le chanteur fait envoyer des fleurs à son enterrement avec le message « Adieu au gnome hilare » (« Farewell to the Laughing Gnome »).
En 1990, Bowie propose à ses fans de déterminer une partie du répertoire de sa prochaine tournée, le Sound + Vision Tour, conçue comme un dernier récital pour ses plus grandes chansons. Le magazine NME organise dans ses colonnes une campagne en faveur de The Laughing Gnome avec pour slogan « Just Say Gnome! », incitant ses lecteurs à appeler en masse pour apporter leurs voix à cette chanson. Elle arrive ainsi en tête des suffrages, mais la tromperie est éventée et Bowie n'interprète pas The Laughing Gnome durant cette tournée. Il déclare en plaisantant à Melody Maker avoir envisagé de la reprendre à la manière du Velvet Underground avant de découvrir la supercherie.
Au début des années 1980, Roy Carr et Charles Shaar Murray décrivent The Laughing Gnome comme étant « indiscutablement le morceau de juvenilia le plus embarrassant de Bowie ». Plusieurs biographes ultérieurs du chanteur font cependant preuve d'un grand enthousiasme, parfois teinté d'ironie, vis-à-vis de cette chanson. Chris O'Leary la considère comme le meilleur single publié par Bowie dans les années 1960 après Space Oddity. Pour Paul Trynka, « si vous êtes prêts à oublier toute notion de goût, la chanson est très bien exécutée […] Dans la toute petite niche des chansons de music-hall pseudo-psychédéliques pour enfants, elle règne sans rivale ». David Buckley la décrit comme « à la fois complètement débile et incroyablement entraînante » et n'hésite pas à parler de « bijou » à son sujet. Pour Nicholas Pegg, « ce n'est pas Warszawa, mais elle a sans doute été jouée à davantage de fêtes et le monde serait plus ennuyeux sans elle ».

## Caractéristiques artistiques

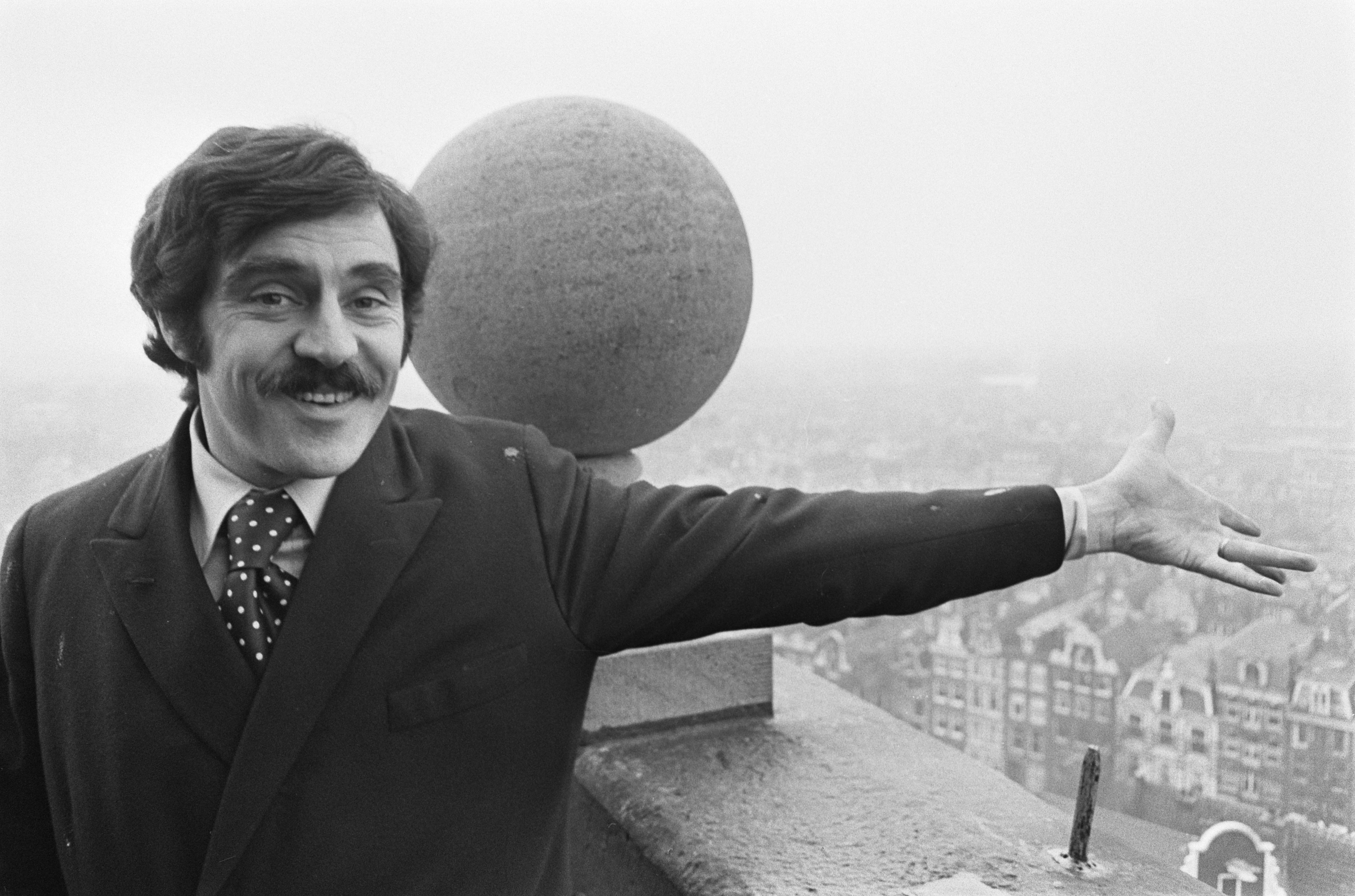
Le chanteur Anthony Newley sert de modèle à Bowie pour The Laughing Gnome.

Les paroles de The Laughing Gnome racontent la rencontre entre le narrateur et un gnome hilare qui prend ensuite ses aises chez lui. Il s'en débarrasse en l'envoyant à Eastbourne par le train, mais dès le lendemain, le gnome est de retour avec son frère Fred. En fin de compte, il les héberge dans sa cheminée et fait fortune grâce à eux : ils écrivent des blagues pour des émissions de radio. Le narrateur est régulièrement interrompu et pris à partie par la voix suraigüe du gnome, avec qui il échange de nombreux calembours sur le mot « gnome », dont une référence aux Rolling Stones et à la London School of Economics, qui deviennent respectivement « rolling gnome » et « London school of Eco-gnome-ics ». Le musicien écossais Momus propose une interprétation des paroles selon laquelle les gnomes seraient des hallucinations n'existant que dans la tête d'un narrateur souffrant de schizophrénie ; Nicholas Pegg rebondit sur cette idée pour suggérer que le gnome hilare pourrait refléter le talent artistique de Bowie et son humeur volage.
Comme Rubber Band, The Laughing Gnome est interprétée par Bowie avec une voix qui imite celle d'Anthony Newley. Les voix des gnomes sont celles de Bowie et de l'ingénieur du son Gus Dudgeon passées en accéléré, sur le même principe que les chansons d'Alvin et les Chipmunks. Il existe des versions alternatives de la chanson avec d'autres blagues et une entièrement interprétée avec des voix de gnomes, attribuée aux « Rolling Gnomes ». Deux de ces versions alternatives ont fait surface sur eBay.
L'accompagnement instrumental est quant à lui dominé par le basson et le hautbois. Le riff chromatique interprété par ces deux instruments est repris par Bowie pour plusieurs de ses compositions ultérieures, comme Speed of Life (1977), Scary Monsters (and Super Creeps) (1980), Beat of Your Drum (1987) ou The Last Thing You Should Do (1997). Les piaillements des gnomes trouvent quant à eux des échos plus sinistres dans les chansons After All (1970), The Bewlay Brothers (1971) ou See Emily Play (1973), sur lesquelles le chanteur utilise à nouveau l'astuce consistant à modifier la vitesse des bandes pour changer la hauteur de sa voix.
Le basson et le hautbois sont aussi le socle de The Gospel According to Tony Day, la face B de The Laughing Gnome, que Chris O'Leary décrit comme « un blues à 10 mesures vaguement inspiré de Donovan ». Ces deux instruments jouent un bourdon par-dessus lequel Bowie et Derek Fearnley chantent d'un ton monocorde rappelant le phrasé de l'acteur Tony Hancock. Kevin Cann estime qu'il s'agit d'un curieux choix de face B pour une chanson pour enfants et suggère que Come and Buy My Toys aurait été plus appropriée.
Plusieurs éléments de The Laughing Gnome sont fortement inspirés de chansons antérieures. L'idée de faire interagir le narrateur avec une créature à la voix suraigüe rappelle Pepino the Italian Mouse (1962), où c'est une souris qui tourmente le chanteur de jazz italo-américain Lou Monte. Le refrain « Ha-ha-ha, hee-hee-hee » est emprunté au standard de jazz Little Brown Jug, tandis que le rythme de base des couplets provient de I'm Waiting for the Man du Velvet Underground. Bowie a découvert ce groupe en décembre 1966, en écoutant une version de test de l'album The Velvet Underground and Nico ramenée des États-Unis par son imprésario Kenneth Pitt. De manière plus générale, Chris O'Leary considère The Laughing Gnome comme l'héritière d'une tradition britannique de la chanson comique remontant à Charles Penrose et ses « laughing songs » des années 1920 en passant par les singles humoristiques publiés par Anthony Newley au début des années 1960 comme Pop Goes the Weasel ou That Noise.

## Fiche technique

### Chansons
Toutes les chansons sont écrites et composées par David Bowie.
| 1. | The Laughing Gnome               | 3:01 |
| 2. | The Gospel According to Tony Day | 2:48 |

### Interprètes
- David Bowie : chant, voix
- Gus Dudgeon : voix sur The Laughing Gnome
- Pete Hampshire : guitare
- Dek Fearnley : basse, chœurs sur The Gospel According to Tony Day
- Derek Boyes, Bob Michaels : claviers
- John Eager : batterie
- musiciens de studio inconnus : basson, hautbois[5],[6]

### Équipe de production
- Mike Vernon : producteur
- Gus Dudgeon : ingénieur du son
- David Bowie, Dek Fearnley : arrangements[6]

### Classements et certifications
| Classement                     | Meilleure position | Année |
| ------------------------------ | ------------------ | ----- |
| Royaume-Uni (UK Singles Chart) | 6                  | 1973  |

| Pays              | Certification | Date              | Ventes certifiées |
| ----------------- | ------------- | ----------------- | ----------------- |
| Royaume-Uni (BPI) | Argent        | 1er décembre 1973 | 250 000           |